# Katarína Gillerová
Katarína Gillerová (ur. 27 marca 1958 w Kremnicy) – słowacka pisarka zaliczana do czołowych słowackich przedstawicielek literatury kobiecej.       

## Biografia
Katarína Gillerová z domu Brezníková urodziła się 27 marca 1958 r. w Kremnicy. Dorastała w mieście Żar nad Hronem, gdzie uczyła się w liceum ekonomicznym. Później ukończyła studia na Uniwersytecie Ekonomicznym w Bratysławie. W czasie nauki w szkole średniej zaczęła publikowała opowiadania i wiersze w prasie regionalnej m.in. w „Žiare socializmu”. Wiele z jej utworów zostało później opublikowanych w czasopismach ogólnokrajowych i wyemitowanych przez Słowackie Radio. W 2002 r. ukazał się jej debiut książkowy Moja kamarátka knižka. Od tamtej pory co roku publikuje jedną powieść. Kilka jej książek zostało przetłumaczonych na język czeski. Katarína Gillerová pracuje jako ekonomistka, zarządza księgowością firm. Mieszka i pracuje w Bratysławie.

## Nagrody i wyróżnienia
- Książka Roku 2004 według ankiety czytelników Knižnej revue Láska si nevyberá [5].
- Nagroda Wydawnictwa Pisarzy Słowackich za książkę Láska si nevyberá (2004)[5].
- Nagroda dziecięcego jury czasopisma „Fifík” na XX Edycji Biennale Ilustracji Bratysława 2005 za opowiadanie dla dzieci Kolotoč splnených želaní [5].
- Uhonorowana z okazji 770. rocznicy powstania miasta Żar nad Hronem za wkład w rozwój literatury słowackiej[6].

## Wybrane dzieła
- 2007: Neodchádzaj
- 2008: Záhada zadnej izby
- 2009: Miluj ma navždy
- 2012: Cudzie spálne
- 2013: Záhada zadního pokoje
- 2013: Ak mi uveríš
- 2014: Konečne sa rozhodni
- 2014: Zvláštny príbeh
- 2015: Aprílové slnko
- 2016: Hra na milovanie
- 2016: Láska si nevyberá
- 2016: Ilúzia šťastia
- 2017: Dotkni sa ma láska
- 2017: Ráno neplačem
- 2018: Neodchádzaj
- 2018: Dievča v zrkadle
- 2019: Zabudni na minulosť
- 2019: Iba trochu lásky
- 2020: Priveľa tajomstiev
- 2021: Priveľa spomienok
- 2022: Ilúzia šťastia
- 2022: Výnimočná
- 2023: Ako vietor
- 2024: Pre šťastie